# 西都市立穂北中学校
西都市立穂北中学校（さいとしりつ ほきたちゅうがっこう）は、宮崎県西都市大字南方にある公立の中学校。
2026年（令和8年）3月末をもって閉校し、西都市内中学校5校（妻・穂北・都於郡・三納・三財）の統合により、同年4月、妻地区に西都市立西都中学校が新設される予定である。

## 概要
歴史
1947年（昭和22年）の学制改革により、新制中学校として創立。現校名になったのは1958年（昭和33年）。2022年（令和4年）には創立75周年を迎えた。前述のように、西都市内の中学校5校の統合により、2026年（令和8年）3月末をもって閉校し、79年の歴史に幕を閉じる予定である。

校訓
- 「創造」- 自ら考え勉学に励む生徒
- 「気力」- 忍耐強く心身を鍛える生徒
- 「友愛」- 親切で礼節を重んずる生徒

校章
左右に広がる稲穂と学問を表す3本のペン先を合わせたものを背景にして、中央に「中」の文字を配している。
校歌
作詞は黒木淳吉、作曲は海老原直による。歌詞は3番まであり、3番の歌詞中に校名の「壽き田（「ほきた」の当て字）」が登場する。
通学区域
- 西都市立穂北小学校区
- 西都市立茶臼原小学校区（一部（光、春日、新開、柳迫を除く））

## 沿革
- 1947年（昭和22年）
  - 4月30日 - 学制改革（六・三制の実施）により、学校設立が認可される。久野分校を設置。
  - 5月8日 - 新制中学校「上穂北村立上穂北中学校」が開校。
- 1952年（昭和27年）4月18日 - 校旗が京都より着荷。
- 1954年（昭和29年）3月18日 - 校歌を制定。
- 1955年（昭和30年）4月1日 - 西都町の発足に伴い、「西都町立上穂北中学校」に改称。
- 1956年（昭和31年）7月21日 - 体育館兼講堂が完成。
- 1958年（昭和33年）11月1日 - 市制施行に伴い、「西都市立穂北中学校」（現校名）に改称。「上」が除かれる。
- 1961年（昭和36年）4月1日 - 女子制服を制定。
- 1966年（昭和41年）3月31日 - 久野分校を廃止。
- 1980年（昭和55年）3月27日 - 校訓を制定。
- 1982年（昭和57年）4月1日 - 西都市立尾八重中学校を統合。
- 1987年（昭和62年）4月1日 - 西都市立東陵中学校を統合。
- 1996年（平成8年）- 創立50周年記念式典を挙行。
- 2026年（令和8年）3月31日 - 西都市立西都中学校への統合により、閉校（予定）[1]。

旧・東陵中学校（とうりょう）
- 1947年(昭和22年) 
  - 4月28日 - 新制中学校の設置が認可される。
  - 5月8日 - 東米良村立岩井谷小学校に併設する形で、新制中学校「東米良村立東中学校」が創立。尾八重分校と中之又分校を設置。
- 1948年（昭和23年） - 最終所在地へ移転。
- 1949年（昭和24年）- 三納村立三納中学校片内分校を統合。
- 1951年（昭和26年）4月1日 - 「東米良村立東陵中学校」へ改称。
- 1962年（昭和37年）4月1日 - 東米良村の一部が西都市に編入されたため、「西都市立東陵中学校」（最終名）に改称。なお、東米良村の中之又地区は木城村へ編入したため、中之又分校は木城村立中之又中学校[3]として独立。
- 1967年（昭和42年）4月1日 - 西都市立銀鏡中学校中尾分校を統合。
- 1969年（昭和44年）4月1日 - 尾八重分校が分離の上、西都市立尾八重中学校として独立。
- 1975年（昭和50年） - 車道が開通。
- 1977年（昭和52年） - 校舎が完成。
- 1987年（明和62年）3月31日 - 西都市立穂北中学校への統合により、閉校。40年の歴史に幕を閉じる。

## 行事
1学期
- 4月- 始業式、入学式、身体計測、対面式
- 5月 - PTA総会、中間考査
- 6月 - 期末テスト
- 7月 - 修学旅行、終業の日

2学期
- 8月 - 始業の日、課題テスト
- 9月 - 避難訓練、体育大会
- 10月 - 生徒会役員選挙、中間考査、駅伝大会、文化祭
- 11月 - 西都市小中音楽大会、職場体験学習（2年生）、県英テスト（1年生）

3学期
- 12月 - 終業の日
- 1月 - 始業の日、避難訓練
- 2月 - 参観日、立志式
- 3月 - 送別遠足、卒業証書授与式、修了の日

## 部活動
- バレーボール部（女）
- ソフトテニス部（女）
- サッカー部（男）
- 軟式野球部（男 ※女も可）
- バドミントン部（男・女 ※社会体育）

（2018年（平成30年）時点）

## 交通
最寄りのバス停留所
- 宮崎交通バス 「穂北」停留所下車 北へ300m

最寄りの幹線道路
- 国道219号・宮崎県道40号都農綾線 「穂北」交差点

## 周辺
- 西都市立穂北小学校
- 西都ふたば幼稚園
- 穂北保育園
- 上穂北郵便局

## 参考資料
- 「西都市史. 通史編 下巻」（2016年（平成28年）3月, 西都市）